# 中华人民共和国国家矿山公园列表

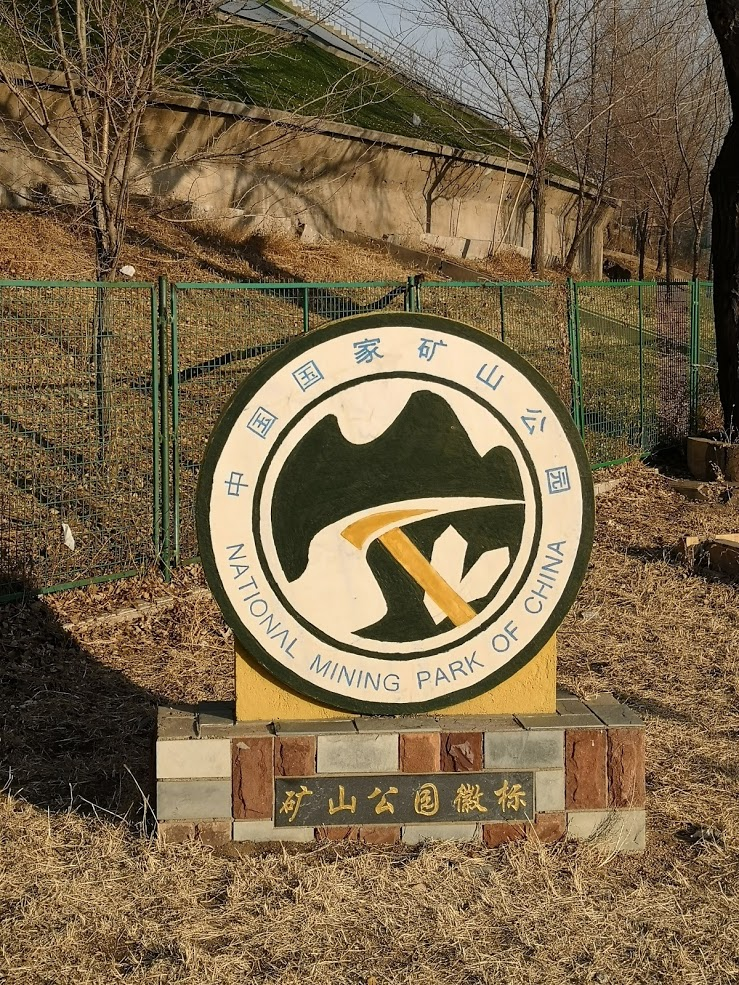
中国国家矿山公园徽标，拍摄于海州露天矿国家矿山公园

中国的矿山公园，是矿山地质环境治理恢复后，国家鼓励开发的以展示矿产地质遗迹和矿业生产过程中探、采、选、冶、加工等活动的遗迹、遗址和史迹等矿业遗迹景观为主体，体现矿业发展历史内涵，具备研究价值和教育功能，可供人们游览观赏、科学考察的特定的空间地域。矿山公园设置国家级矿山公园和省级矿山公园，其中国家矿山公园由国土资源部审定并公布。
国家矿山公园应当具备下列条件：
- 国内独具特色的矿床成因类型且具有典型、稀有及科学价值的矿业遗迹；
- 经过矿山地质环境治理恢复的废弃矿山或者部分矿段；
- 自然环境优美、矿业文化历史悠久；
- 区位优越，科普基础设施完善，具备旅游潜在能力；
- 土地权属清楚，矿山公园总体规划科学合理。

包括取得国家矿山公园建设资格的单位和正式授予国家矿山公园称号的公园在内，全国共有88处国家矿山公园。

## 国家矿山公园列表

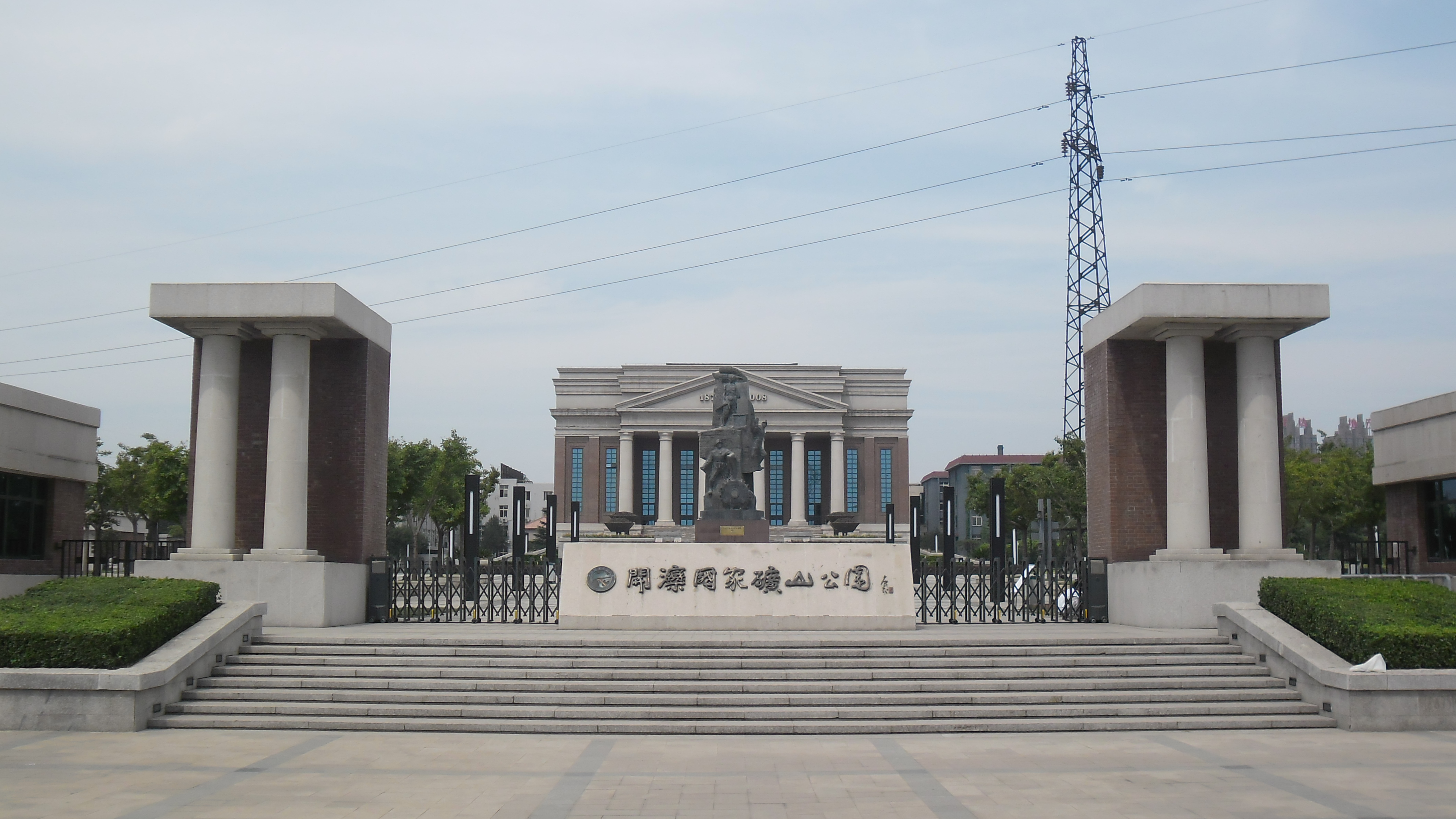
唐山开滦国家矿山公园

- 北京
  - 平谷黄松峪国家矿山公园
  - 首云国家矿山公园
  - 怀柔圆金梦国家矿山公园
  - 史家营国家矿山公园

- 河北
  - 唐山开滦煤矿国家矿山公园
  - 任丘华北油田国家矿山公园
  - 武安西石门铁矿国家矿山公园
  - 迁西金厂峪国家矿山公园

- 山西
  - 大同晋华宫矿国家矿山公园
  - 太原西山国家矿山公园

- 内蒙古
  - 赤峰巴林石国家矿山公园
  - 满洲里市扎赉诺尔国家矿山公园
  - 林西大井国家矿山公园
  - 额尔古纳国家矿山公园
  - 白云鄂博国家矿山公园
  - 准格尔国家矿山公园

- 辽宁
  - 阜新海州露天矿国家矿山公园
  - 南票煤炭国家矿山公园

- 吉林
  - 白山板石国家矿山公园
  - 辽源国家矿山公园
  - 汪清满天星国家矿山公园

- 黑龙江
  - 鹤岗市国家矿山公园
  - 鸡西恒山国家矿山公园
  - 嘉荫乌拉嘎国家矿山公园
  - 大庆油田国家矿山公园
  - 黑河罕达气国家矿山公园
  - 大兴安岭呼玛国家矿山公园

- 江苏
  - 盱眙象山国家矿山公园
  - 南京冶山国家矿山公园

- 浙江
  - 遂昌金矿国家矿山公园
  - 温岭长屿硐天国家矿山公园
  - 宁波伍山海滨石窟国家矿山公园
  - 苍南矾山矿山公园
  - 三门蛇蟠岛国家矿山公园

- 安徽
  - 淮北国家矿山公园
  - 铜陵国家矿山公园
  - 淮南大通国家矿山公园

- 福建
  - 福州寿山国家矿山公园
  - 上杭紫金山国家矿山公园
  - 寿宁古银硐矿山公园

- 江西
  - 景德镇高岭国家矿山公园
  - 德兴国家矿山公园
  - 萍乡安源国家矿山公园
  - 瑞昌铜岭铜矿国家矿山公园
  - 大余西华山矿山公园
  - 于都盘古山矿山公园

- 山东
  - 沂蒙钻石国家矿山公园
  - 临沂归来庄金矿国家矿山公园
  - 枣庄中兴煤矿国家矿山公园
  - 威海金洲金矿国家矿山公园

- 河南
  - 南阳独山玉国家矿山公园
  - 焦作缝山国家矿山公园
  - 新乡凤凰山国家矿山公园

- 湖北
  - 黄石国家矿山公园
  - 应城国家矿山公园
  - 潜江国家矿山公园
  - 宜昌樟村坪国家矿山公园
  - 郧阳云盖寺绿松石国家矿山公园
  - 保康尧治河国家矿山公园

- 湖南
  - 郴州柿竹园国家矿山公园
  - 宝山国家矿山公园
  - 湘潭锰矿国家矿山公园
  - 沅陵沃溪国家矿山公园
  - 益阳金银山国家矿山公园

- 广东
  - 深圳凤凰山国家矿山公园
  - 韶关芙蓉山国家矿山公园
  - 深圳鹏茜国家矿山公园
  - 梅州五华白石嶂国家矿山公园
  - 凡口国家矿山公园
  - 大宝山国家矿山公园
  - 茂名国家矿山公园

- 广西
  - 合山国家矿山公园
  - 全州雷公岭国家矿山公园

- 重庆
  - 江合煤矿国家矿山公园
  - 渝北铜锣山国家矿山公园
  - 万盛国家矿山公园

- 四川
  - 丹巴白云母国家矿山公园
  - 嘉阳国家矿山公园

- 贵州
  - 万山汞矿国家矿山公园

- 云南
  - 东川国家矿山公园

- 陕西
  - 潼关小秦岭金矿国家矿山公园

- 甘肃
  - 白银火焰山国家矿山公园
  - 金昌金川国家矿山公园
  - 玉门油田国家矿山公园

- 青海
  - 格尔木察尔汗盐湖国家矿山公园

- 宁夏
  - 石嘴山国家矿山公园

- 新疆
  - 富蕴可可托海稀有金属国家矿山公园

- 海南
  - 石碌铁矿国家矿山公园